# Resolutie 1341 Veiligheidsraad Verenigde Naties
Resolutie 1341 van de Veiligheidsraad van de Verenigde Naties werd unaniem door de
VN-Veiligheidsraad aangenomen op 22 februari 2001.

## Achtergrond
In 1994 braken in de Democratische Republiek Congo etnische onlusten uit, die onder meer
werden veroorzaakt door de vluchtelingenstroom uit de buurlanden Rwanda en Burundi.
Tijdens de Eerste Congolese Burgeroorlog in 1997 beëindigden rebellen de lange dictatuur van Mobutu en werd Kabila de nieuwe president.
In 1998 escaleerde de Tweede Congolese Burgeroorlog toen andere rebellen Kabila probeerden te verjagen. Zij zagen zich
gesteund door Rwanda en Oeganda.
Toen hij in 2001 omkwam bij een mislukte staatsgreep werd hij opgevolgd door zijn zoon.
Onder buitenlandse druk werd afgesproken verkiezingen te houden die plaatsvonden in 2006 en gewonnen
werden door Kabila.
Inmiddels waren er nog steeds rebellen actief in het oosten van Congo en bleef de situatie er gespannen.

## Inhoud

### Waarnemingen
Er waren rapporten dat Congo's natuurlijke rijkdommen
illegaal werden ontgonnen, wat van invloed kon zijn op de veiligheid en het voortzetten van het geweld. Het
conflict had zware gevolgen voor de bevolking en deed het aantal vluchtelingen oplopen. Men was bezorgd om
de mensenrechtenschendingen, het geweld tegen de bevolking, de verspreiding van aids onder vooral
vrouwen en meisjes en het gebruik van kindsoldaten. Er was wel vooruitgang geboekt bij het doen respecteren van het staakt-het-vuren.

### Handelingen
Alle partijen werden opgeroepen om de vijandelijkheden niet te hervatten. Er werd opnieuw geëist dat Oeganda en Rwanda zich uit Congo
terugtrokken en hiervoor een plan opstelden. Ook moest een plan worden opgesteld voor de ontwapening, demobilisatie
en herintegratie van gewapende groepen. De moordpartijen in Congo werden veroordeeld en de Veiligheidsraad eiste
dat er een einde kwam aan de mensenrechtenschendingen. Ook moest er een einde komen aan de inzet van kindsoldaten. De begonnen dialoog tussen Congo en Burundi werd verwelkomd en aangemoedigd.
De MONUC-vredesmacht moest samenwerken met de facilitator van de Intercongolese Dialoog en hem steunen, en andere activiteiten van de VN-agentschappen coördineren. Verder werd opgeroepen om samen te werken met de MONUC en verder te werken aan de dialoog tussen de partijen.

## Verwante resoluties
- Resolutie 1323 Veiligheidsraad Verenigde Naties (2000)
- Resolutie 1332 Veiligheidsraad Verenigde Naties (2000)
- Resolutie 1355 Veiligheidsraad Verenigde Naties
- Resolutie 1376 Veiligheidsraad Verenigde Naties

Lijst ·  1335 ·  1336 ·  1337 ·  1338 ·  1339 ·  1340 ·  1341 ·  1342 ·  1343 ·  1344 ·  1345 ·  1346 ·  1347 ·  1348 ·  1349 ·  1350 ·  1351 ·  1352 ·  1353 ·  1354 ·  1355 ·  1356 ·  1357 ·  1358 ·  1359 ·  1360 ·  1361 ·  1362 ·  1363 ·  1364 ·  1365 ·  1366 ·  1367 ·  1368 ·  1369 ·  1370 ·  1371 ·  1372 ·  1373 ·  1374 ·  1375 ·  1376 ·  1377 ·  1378 ·  1379 ·  1380 ·  1381 ·  1382 ·  1383 ·  1384 ·  1385 ·  1386